# Leucostoma africanum
Leucostoma africanum là một loài ruồi trong họ Tachinidae.